# Magomed Ibragimov (Ringer, 1983)

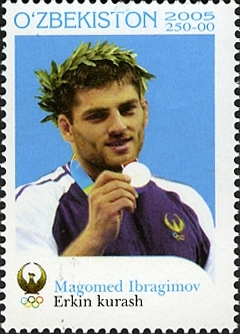
Magomed Ibragimov (auf einer usbekischen Briefmarke)

Magomed Ibragimov (* 18. August 1983 in Machatschkala, Dagestanische ASSR, Russische SFSR, Sowjetunion) ist ein usbekischer Ringer.
Ibragimov gewann bei den Olympischen Sommerspielen 2004 in Athen die Silbermedaille im Freistil der Ringer bis 96 kg (Schwergewicht). Er trainiert beim Sportverein Dynamo Taschkent.